# Anisée
Anisé(e) ist der aus dem Französischen stammende Oberbegriff für Spirituosen mit Anisaroma. Der Begriff bedeutet so viel wie „mit Anis (Geschmack) versetzt“. Er umfasst sowohl ungezuckerte Spirituosen als auch Liköre. Sie stammen alle aus dem Mittelmeerraum. Anisés werden pur oder mit Wasser verdünnt getrunken, wobei der Louche-Effekt auftritt, oder zum Mixen von Cocktails verwendet. Das Anisaroma wird durch Zugabe von echtem Anis oder dem billigeren Sternanis erzielt.

## Anis und verwandte Spirituosenkategorien
Für den Verkehr mit Spirituosen innerhalb der EU (EU-Binnenmarkt) rechtlich vorgegeben ist die Bezeichnung Anis oder Janeževec für solche Spirituosen mit Anis, deren prägender Geschmack ausschließlich von Anis (Pimpinella anisum L.) und/oder Sternanis (Illicium verum Hook f.) und/oder Fenchel (Foeniculum vulgare Mill.) stammt und deren Mindestalkoholgehalt 35 Volumenprozent beträgt. Weitere Spirituosenkategorien der einst oft unter Anisée verstandenen, nun aber unter der bindenden Verkehrsbezeichnung „Spirituose mit Anis“ zusammengefassten Produktgruppe sind Destillierter Anis, dem wie beim Ouzo vor Destillation weitere würzende Samen, Früchte oder Pflanzenteile oder Mastix zugesetzt wurden, oder Pastis, dem Süßholzextrakt zugesetzt ist, und der gehaltvollere Pastis de Marseille mit 40 bzw. 45 Volumenprozent Mindestalkoholgehalt.

## Brände
Stellvertretend z. B.
- Arak im Nahen Osten
- Masticha in Bulgarien
- Ouzo in Griechenland
- Pastis in Frankreich
- Rakı in der Türkei

die in ihrer Region jeweils eine eigene Unterkategorie darstellen.
Die Spirituose der französischen Marke Pernod ist anders als Pastis ein Anislikör.

## Liköre
Anisliköre (in Frankreich auch Anisettes genannt) werden in der Regel mit hochprozentigen Spirituosen wie Obstbrand oder Kornbrand hergestellt. Dazu kommt ein hoher Anteil Zucker, Gewürze wie Zimt sowie zerstoßene Anissamen. In Deutschland ist beispielsweise der italienische Sambuca als Verdauungsschnaps bekannt. Mitunter kommen drei Kaffeebohnen ins Glas.
Besonders in Spanien sind Anisliköre, die dort als „Anisados“ bezeichnet werden, als Aperitif beliebt und werden vor allem verdünnt mit Wasser getrunken. Anisados werden süß („dulce“) und trocken („seco“) angeboten. Beispiele sind Hierbas und Pacharán.